# Kotelnikovo (Kaliningrado)
Kotelnikovo (en ruso: Котельниково), conocida de manera oficial hasta 1946 como Wargen (en alemán: Wargen, en lituano: Vargiai) es una localidad rural situada en el oeste del distrito de Zelenogradsk en el óblast de Kaliningrado, Rusia. El centro de Wargen, que desapareció después de 1945, estaba al suroeste del actual Kotelnikovo en un promontorio en el estanque de la iglesia.

## Geografía
Kotelnikovo se encuentra a once kilómetros al noroeste de Kaliningrado.  

## Historia
El nombre del pueblo, Vargins, es de origen prusio y en 1318 es mencionado como Wargyn. Alrededor de 1270, el castillo de Wargen se construyó sobre un promontorio como residencia oficial para un oficial de la Orden Teutónica. A principios del siglo XIV se construyó en el recinto del patio exterior la iglesia parroquial con torreón, que fue considerada la iglesia de pueblo más majestuosa de toda Sambia. Tenía bóveda estrellada de ocho cuerpos y valiosas claves con motivos animales. Algunos investigadores sospecharon que la capilla original del castillo estaba en el coro, que obviamente se construyó primero. El castillo en sí fue abandonado en el siglo XVII.
En el área del castillo, la Orden llevó a cabo medidas básicas de mejora al desviar el agua de pequeños estanques a un arroyo y represarla para formar el estanque del molino de Wargen y el estanque de la iglesia de Wargen aún más grande. Este fue uno de los 11 estanques que abastecieron continuamente de agua a Königsberg a través del Landgraben. El estanque está cerrado por la presa cerca de Preyl, por la que una vez pasó la ruta postal a Pillau (hoy en día Baltisk). La carpa se cría aquí desde el siglo XVII como muy tarde, y la pintoresca ubicación de Wargen am See atrajo a los turistas. En 1894, el general prusiano Heinrich von Lehndorff hizo construir la majestuosa casa solariega de Preyl en un estilo neorrenacentista.
Wargen, con su imponente iglesia de pueblo y su lago, se convirtió en un popular destino de excursiones para la gente de Königsberg. La sección entre los distritos inmobiliarios de Warglitten-Preyl y Mednicken (hoy en Drushnoye) se considera una parte particularmente pintoresca de Sambia. La ciudad de Seerappen (Lyublino), al sur del ferrocarril a Pillau, era la terminal de numerosos trenes suburbanos hacia y desde Königsberg que circulaban durante las horas pico.
Cuando Königsberg fue rodeada por el Ejército Rojo en enero de 1945 en la Segunda Guerra Mundial, Wargen y Preyl quedaron completamente destruidos. Después de la ocupación por la Unión Soviética, el lugar pasó a llamarse Kotelnikovo, pero el lugar no fue reconstruido y hoy solo quedan algunos vestigios del antiguo pueblo. Todavía se puede ver el contorno de los cimientos de la iglesia y el cementerio. En 1947 el lugar recibió el nombre ruso de Grachovka y también fue asignado al raión de Primorsk. Desde 2015, el lugar pertenece al distrito urbano de Zelenogradsk.

## Demografía
En 1933 la localidad contaba con 925 residentes. En el pasado la mayoría de la población estaba compuesta por alemanes, pero tras el fin de la Segunda Guerra Mundial fueron expulsados a Alemania y se repobló con rusos.
| Gráfica de evolución de Kotelnikovo entre 1910 y 2010 |
|                                                       |

## Infraestructura

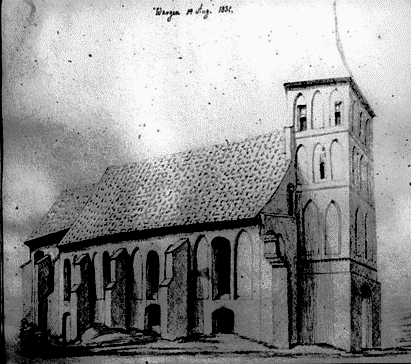
Antigua iglesia de Wargen

### Arquitectura y monumentos
La iglesia de Wargen era la más majestuosa de su tipo en Sambia. Las obras de arte más valiosas fueron el grupo de cruces triunfales del gótico tardío, que se instaló por última vez en el arco del presbiterio, y una figura de San Miguel. También fue notable que el presbiterio se construyó más alto que la nave. La iglesia fue destruida en los combates de 1945 junto con todo el pueblo, y solo quedaron escombros y cimientos. La iglesia fue mencionada como uno de los muchos lugares donde se dice que estuvo ubicada la Sala de Ámbar al final de la Segunda Guerra Mundial. Por esta razón, se llevó a cabo una excavación en 1989 en el sitio de la iglesia destruida, pero no tuvo éxito.

### Transporte
A Kotelnikovo se puede llegar a ella por una carretera terrestre que se bifurca de la carretera secundaria Kaliningrado-Lyublino en dirección norte y conduce a Druzhnoye. Druzhnoye es también la estación de tren más cercana en el ferrocarril Kaliningrado-Svetlogorsk (antiguo ferrocarril de Sambia).  

### Militar
Un aeródromo militar ruso se encuentra inmediatamente al este. 

## Galería

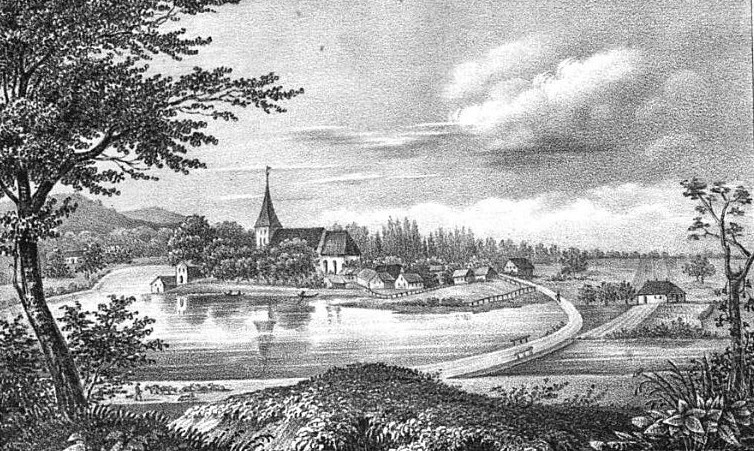
Vista de Wargen y su estanque (1844)
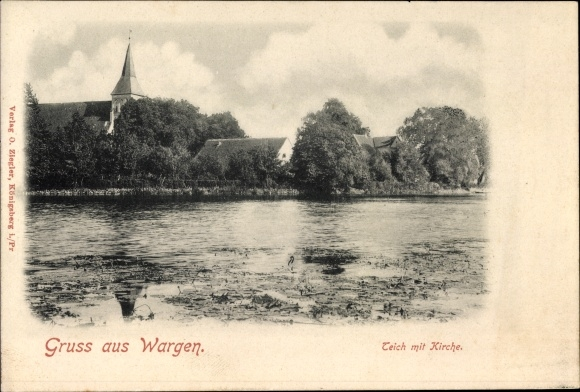
Postal de Wargen en 1900
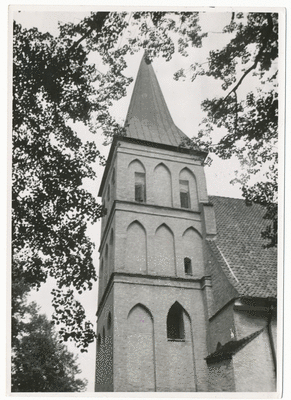
Torre de la iglesia de Wargen
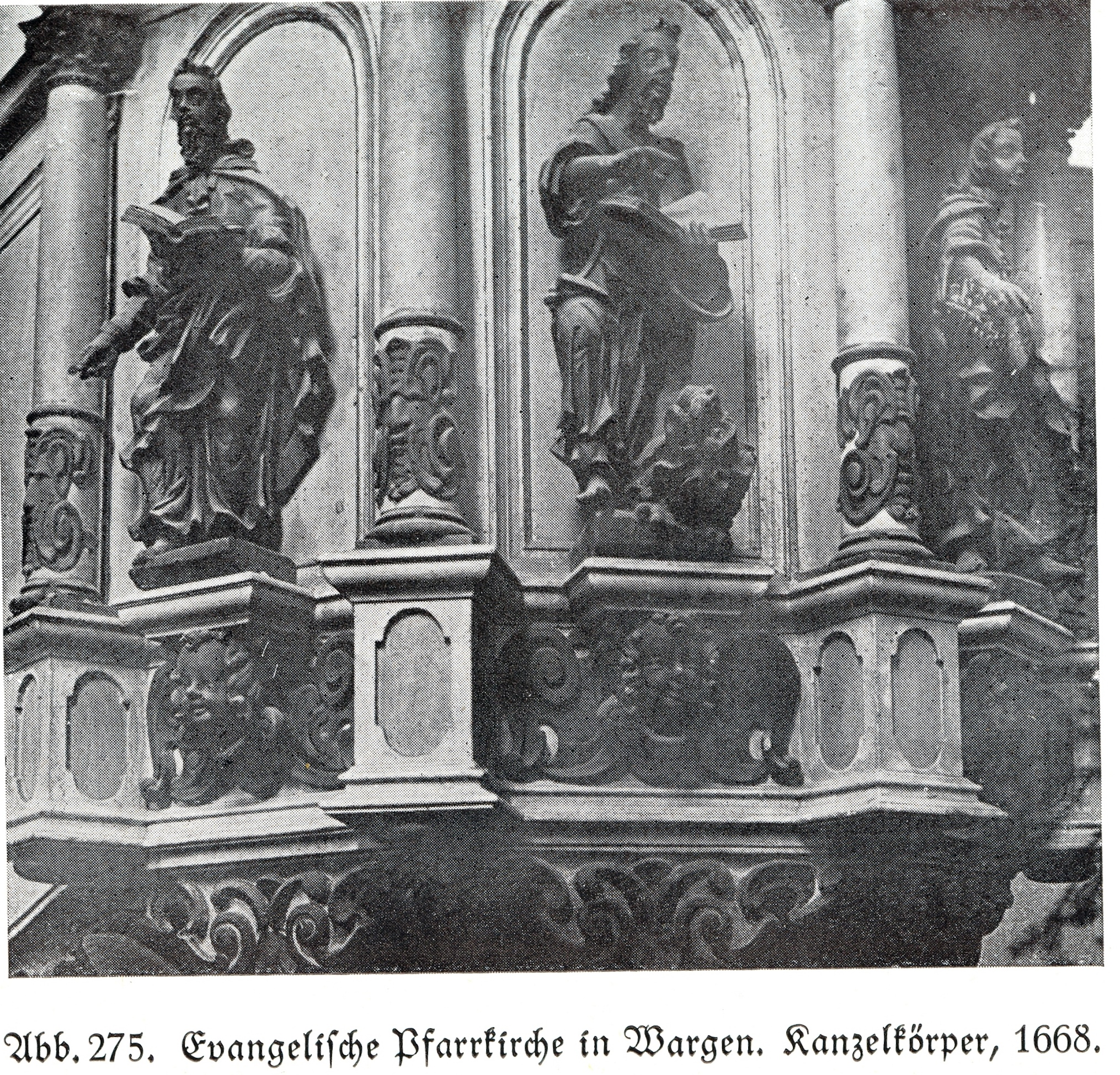
Cuerpo de dosel
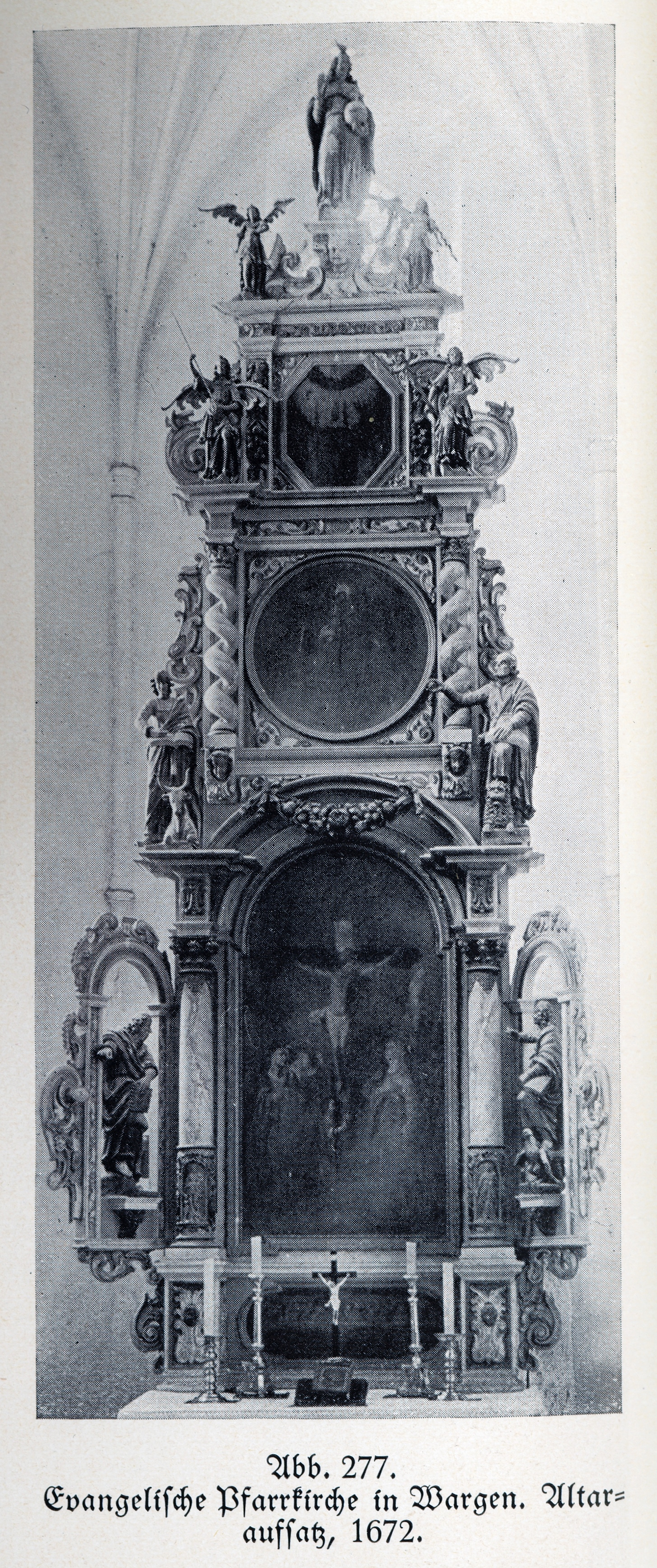
Retablo de la iglesia